# Železniční nehoda u Krouny
Železniční nehoda u Krouny byla mimořádná událost, ke které došlo dne 24. června 1995 na železniční trati 261 u zastávky Krouna v v okrese Chrudim, kde se osobní vlak 15313 srazil s plně naloženými nákladními vagony ujetými při posunu s vlakem 85413.[zdroj?] Ve vlaku cestovalo celkem 23 osob včetně železničního personálu. Zahynulo 19 osob (18 na místě, 1 po týdnu v nemocnici), čtyři osoby byly zraněny.
Za viníky nehody soud seznal vlakvedoucího a průvodčího z nákladního vlaku, kterým vozy ujely. Oba vinil z nedbalosti a hrubého porušení předpisů a povinností, za což prvního odsoudil do vězení na osm let a druhého na pět let.
Nehoda urychlila zavádění traťového rádiového systému, jehož tehdejší absence znemožnila osobní vlak zavčas varovat. Na její připomínku byl 60 metrů od místa, kde se stala, postaven hrubě otesaný kamenný pomník s leštěnou deskou.

## Popis situace
K nehodě došlo na neelektrizované jednokolejné trati označené v jízdním řádu číslem 261 , jež spojuje Svitavy se Žďárcem u Skutče. Provoz na ní zahájily Rakouské státní dráhy (KkStB) dne 6. října 1897. V úseku mezi železniční stanicí Čachnov a zastávkou Krouna, na němž k neštěstí došlo, se trať směrem do Krouny svažuje ve spádu překračujícím 20 promile (místy až 21).

## Příčiny nehody
Příčinou nehody bylo ujetí plně naložených železničních vagónů ze stanice Čachnov. Na mírném klesání nabraly tři plně naložené vagony se železným šrotem a se dřevem (opracované kmeny pokácených stromů) rychlost až 100 km/h. Neřízená nákladní souprava se čelně střetla na jednokolejné trati 261 s přijíždějícím motorovým vozem 810.061, vypraveným ze stanice Skuteč. V té době nebyli strojvedoucí na jednokolejné trati vybaveni dorozumívacím zařízením, proto nebyla možnost posádku vozu a pasažéry včas varovat, ani vlak zastavit.[zdroj?]

## Oběti nehody
- Eva Stojková z Krouny
- Monika Stojková z Krouny
- Martin Košnar z Otradova
- Emílie Niklíčková z Prahy
- Doc. PhDr. Ladislav Niklíček, CSc. z Prahy
- Petr Andrlík z Poličky
- Milan Blažek z Oldřiše u Poličky
- Libuše Broklová z Chrudimi
- Josef Drlík z Prahy
- Radek Elis z Pomezí
- Šárka Hřebícková z Lysic
- Josef Kučera z Borové
- Marie Kvasničková z Pardubic
- Marie Plhová z Pardubic
- Karel Sodomka ze Skutče
- Marie Sodomková ze Skutče
- Dana Šustrová z Letovic
- Eva Taberiová z Chrastové Lhoty
- Vojtěch Zelenka z Prahy

Seznam obětí z pomníku u trati